# Betty Ogwaro

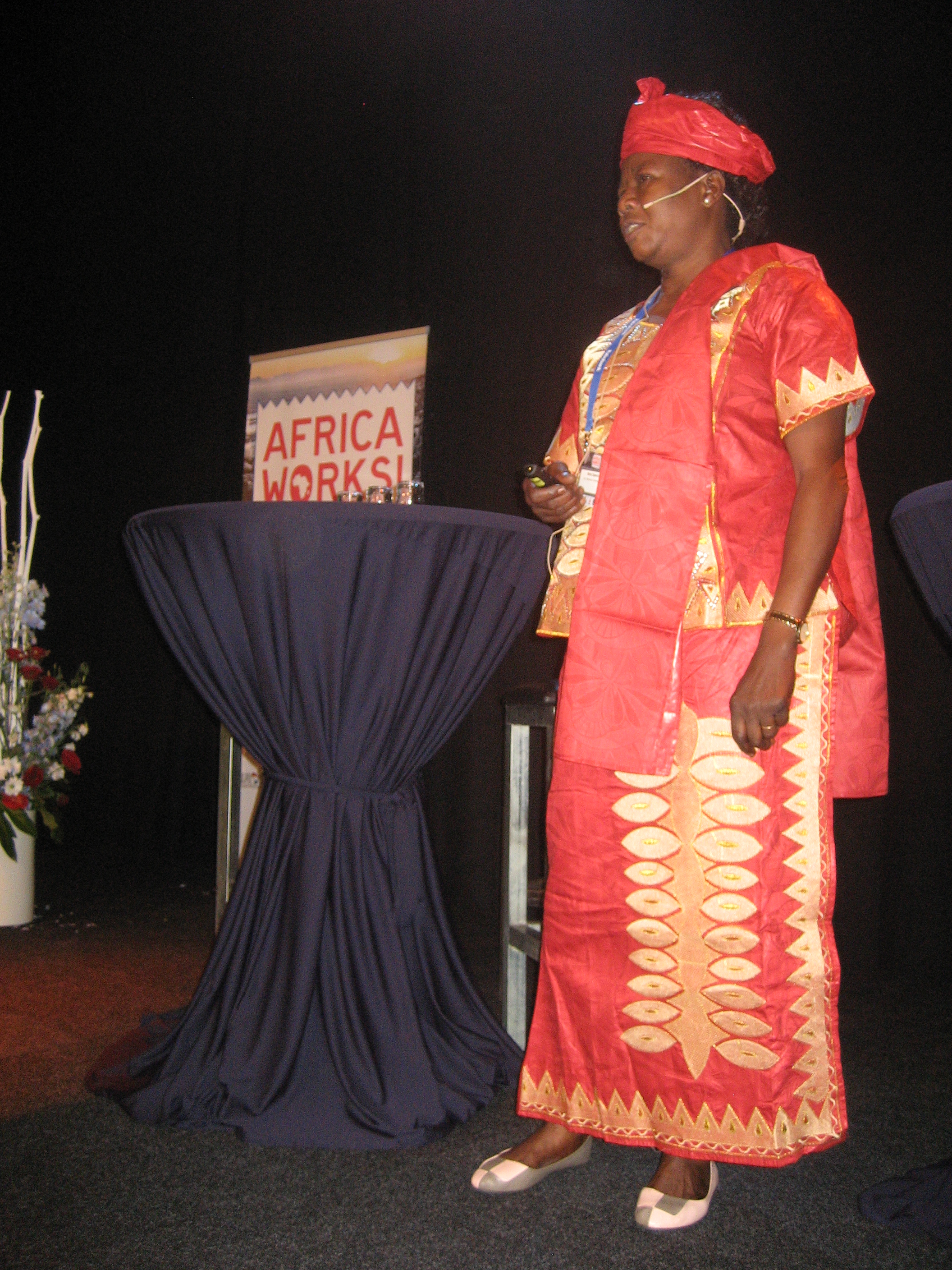
Betty Ogwaro (2014)

Betty Achan Ogwaro (Tiến sĩ danh dự Betty Achan Ogwaro) là một nghị sĩ trong chính phủ Nam Sudan (GOSS).

## Giáo dục
Ogwaro có bằng cử nhân khoa học động vật với bằng danh dự của Đại học Juba. Bà cũng đã lấy bằng thạc sĩ khoa học thú y tại Đại học Edinburgh. Bà cũng đã làm việc để lấy bằng về vi sinh học tại Đại học Wolverhampton, Vương quốc Anh.

## Sự nghiệp
Betty Ogwaro từng là Giám đốc sản xuất động vật cho Chính phủ Nam Sudan cho đến năm 1995 khi bà đi lưu vong ở Vương quốc Anh. Bà là chủ tịch của văn phòng chương của Phong trào Giải phóng Nhân dân Sudan (SPLM) ở Trung du từ năm 1999 đến 2005, và là một trong những nhà lãnh đạo phụ nữ đã đàm phán thành bàng việc đưa đại diện phụ nữ tối thiểu 25% vào tất cả các cấp quản trị như một phần của Thỏa thuận hòa bình toàn diện. Ogwaro là người sáng lập "Windows cho Sudan", một tổ chức phi chính phủ nhằm tìm cách thúc đẩy sự tham gia của phụ nữ Sudan trong sự phát triển và nâng cao vị thế của họ trong xã hội. bà cũng đã tư vấn cho UNIFEM về các vấn đề của phụ nữ.
là thành viên của nhóm hòa giải đàm phán dàn xếp hòa bình giữa Quân đội Kháng chiến của Chúa (LRA) và chính phủ Uganda, và là người phụ nữ Sudan đầu tiên thách thức Joseph Kony, lãnh đạo cao nhất của LRA, đối mặt với nhóm sự tàn bạo ở Sudan và sự thiếu cam kết của họ đối với tiến trình hòa bình. Năm 2007, Ogwaro từng là chủ tịch của Liên đoàn Nghị viện Phụ nữ Nam Sudan, nơi thúc đẩy sự tham gia của các nhà lãnh đạo phụ nữ Sudan trong chính trị và ra quyết định. bà cũng là chủ tịch của Caucus Phụ nữ Nam Sudan, nơi các tổ chức phụ nữ có ảnh hưởng hoạt động để đáp ứng nhu cầu của cộng đồng Sudan. bà là thành viên của một số ủy ban, bao gồm ủy ban chuyên môn về Giới, Phúc lợi xã hội, Thanh niên và Thể thao. bà kết hợp bàng việc nghị viện của mình với việc thúc đẩy phụ nữ trong nông nghiệp.
Năm 2007, Salva Kiir Mayardit đã bổ nhiệm Bộ trưởng Bộ Nông nghiệp, Tài nguyên động vật, Lâm nghiệp, Hợp tác xã và Phát triển Nông thôn tại bang Equatoria phía Đông. tiến tới trở thành Chính phủ của Bộ trưởng Bộ Nông nghiệp và Lâm nghiệp Cộng hòa Nam Sudan năm 2011.